# Червено-сива горска полевка
Червено-сивите горски полевки (Myodes rutilus) са вид дребни бозайници от семейство Хомякови (Cricetidae). Разпространени са в горите и тундрата в северните части на Евразия и Северна Америка, от Лапландия на запад до залива Хъдсън на изток. Достигат на дължина около 140 mm.